# Das Märchen der Märchen
Das Märchen der Märchen (Originaltitel: Il racconto dei racconti) ist ein Märchenfilm des Regisseurs Matteo Garrone aus dem Jahr 2015. Die italienisch-französisch-britische Koproduktion basiert auf der in den Jahren 1634–1636 erschienenen Märchensammlung Pentameron des italienischen Schriftstellers Giambattista Basile.

## Handlung
Der Film orientiert sich an den drei Geschichten Der Floh, Die hinterlistige Hirschkuh und Die geschundene Alte. Dabei werden die drei Märchen parallel erzählt und lose miteinander verwoben.
Die Königin von Longtrellis wünscht sich nichts sehnlicher als ein Kind, was ihr aber unmöglich ist. Ein im Palast auftauchender mysteriöser Alter erklärt dem Königspaar, dass ein Leben nur entstehen kann, wenn ein anderes Leben weicht. Die Königin muss das Herz eines Seeungeheuers essen. Der König begibt sich in einer Taucherrüstung auf den Boden eines Sees und sticht dem schlafenden Ungeheuer in den Hals, wird aber von ihm tödlich verwundet. Das Herz wird weisungsgemäß von einer jungfräulichen Küchenmagd zubereitet. Diese wird von den Dämpfen ebenso schwanger wie die Königin nach dem Verzehr von Teilen des Herzens. Beide Frauen gebären bereits nach einer Nacht ein Kind. Die Heranwachsenden, den Königssohn Elias und den Sohn der Magd Jonah, die sich wie Zwillinge gleichen, verbindet eine enge Freundschaft. Die Königin untersagt Elias die nicht standesgemäße Beziehung, was schließlich in einem Mordanschlag auf Jonah gipfelt, nachdem sie einen Rollentausch der Jugendlichen belauscht hat. Jonah verlässt daraufhin den Hof. Er hinterlässt eine Quelle, deren Wasser dem zurückbleibenden Elias zeigen soll, ob es Jonah gutgeht. Nach einiger Zeit trübt sich das Wasser und Elias geht auf die Suche nach Jonah, der in einem Wald in ein Erdloch gefallen ist. Die Königin geht einen Pakt mit dem alten Mann ein und verwandelt sich in ein geflügeltes Ungeheuer, das Jonah angreift. Elias eilt ihm zu Hilfe und tötet das Ungeheuer. Als die Jungen davongehen, verwandelt sich das Monster in die tote Königin zurück.
Der König von Strongcliff hört eine der beiden alten Schwestern Imma und Dora singen und glaubt wegen der schönen Stimme an eine junge Frau, die er fortan zu verführen trachtet. Dora geht schließlich ins Schloss und legt sich neben den König unter der Vereinbarung,  alles Licht zu löschen. Doch der König nähert sich ihr mit einem Leuchter. Als er die alte Frau erkennt, lässt er Dora im Bettlaken aus dem Fenster werfen. Doch das Bettlaken bleibt in Bäumen hängen, sodass sie unverletzt bleibt. Eine mysteriöse alte Frau findet sie und gibt ihr Milch aus ihrer Brust zu trinken. Daraufhin verwandelt sich Dora in eine schöne junge Frau. Sie heiratet den König, der nicht weiß, wer sie ist. Imma versucht zu erfahren, wie Dora so schön werden konnte. Abwehrend erklärt Dora, sie habe sich gehäutet. Daraufhin lässt Imma sich in der Stadt die Haut abziehen und läuft als blutende Schreckensgestalt zurück zum Schloss. Am Ende beginnt Dora sich in eine alte Frau zurückzuverwandeln und läuft vor dem König davon.
Die Prinzessin Violet will verheiratet werden, was ihr Vater, der König von Highhills, fürchtet. Zudem kümmert er sich mehr um einen Floh, den er wie ein Haustier hält und der zu gigantischer Größe heranwächst. Als der Floh stirbt, lässt der König ihn häuten und verspricht Violet demjenigen, der das Tier bestimmen kann, von dem die Haut stammt. Alle Bewerber scheitern, bis ein Oger die Aufgabe löst. Gegen ihren Willen muss Violet mit dem Oger gehen, der sie in seiner Höhle gefangenhält und vergewaltigt. Eine Gruppe Schausteller entdeckt Violet und rettet sie mit Hilfe eines Seils aus der Höhle. Doch der Oger folgt ihnen und tötet Violets Retter. Schließlich gibt die Prinzessin vor, wieder mit dem Oger gehen zu wollen, und schneidet ihm in einem günstigen Moment die Kehle durch. Sie bringt ihrem Vater den Kopf des Ogers. Schließlich lässt er Violet zur Herrscherin krönen. Bei den Feierlichkeiten sind auch der König von Strongcliff und Elias anwesend.

## Hintergrund
Die Vorlage des Films, das Pentamerone, gilt als erste Märchensammlung überhaupt und war Inspirationsquelle für viele Schriftsteller, auch die Brüder Grimm, Hans Christian Andersen und Charles Perrault. Viele Motive, die auch der Film übernimmt, lassen sich in späteren Märchen wiederfinden.
Als Drehorte fungierten unter anderem das Castel del Monte (Schloss von Highhills), das Castello di Roccascalegna (Schloss von Strongcliff) und das Castello di Sammezzano (Innenaufnahmen des Schlosses von Longtrellis).
Das Märchen der Märchen feierte am 14. Mai 2015 in italienischen und französischen Kinos Premiere. In Deutschland wurde die Produktion im selben Jahr zunächst auf dem Filmfest München und dem Fantasy Filmfest gezeigt, bevor sie am 27. August auch regulär in die deutschen Kinos kam.

## Rezeption
Der Film stieß auf größtenteils positive Resonanz. Von der Deutschen Film- und Medienbewertung wurde Das Märchen der Märchen mit dem Prädikat besonders wertvoll versehen. In der Begründung heißt es: „Bereits die ersten Sekunden dieses Films öffnen ein großes Tor in das Universum außergewöhnlicher Bild- und Klangwelten. Sie sind eine Aufforderung einzutreten, zu staunen, den Blick zu weiten, die Sinne zu schärfen. Sie sind eine Aufforderung, Verzauberung zuzulassen und in Das Märchen der Märchen tief einzutauchen.“ Bei Rotten Tomatoes wird der Film basierend auf 106 ausgewerteten Kritiken mit 83 % bewertet.

## Synchronisation
Die Synchronisation erfolgte durch die Cinephon Filmproduktions GmbH in Berlin.
| Rolle                                  | Darsteller/in                 | Deutsche Synchronstimme |
| -------------------------------------- | ----------------------------- | ----------------------- |
| Königin von Longtrellis                | Salma Hayek                   | Christin Marquitan      |
| König von Strongcliff                  | Vincent Cassel                | Matthias Klie           |
| Elias, Prinz von Longtrellis und Jonah | Christian Lees und Jonah Lees | Amadeus Strobl          |
| Fenizia                                | Jessie Cave                   | Anja Mentzendorff       |